# Cariblatta prima
Cariblatta prima är en kackerlacksart som beskrevs av Rocha e Silva och Guilherme A.M.Lopes 1975. Cariblatta prima ingår i släktet Cariblatta och familjen småkackerlackor. Inga underarter finns listade.